# Gian-Franco Kasper
Gian-Franco Kasper, född 24 januari 1944 i Sankt Moritz i Schweiz, död 9 juli 2021, var från 1998 till 2021 president för internationella skidförbundet Internationella skidförbundet (FIS). Sedan september år 2000 var han också medlem av Internationella olympiska kommittén och sedan den 1 januari 2003 även av den internationella antidopingsbyrån World Anti-Doping Agency.
Han avslutade studier i journalistik, filosofi och psykologi vid Zürichs universitet 1966. Efter sina universitetsstudier arbetade han på tidningen Courier de St-Moritz.
1974 blev han verksam inom turismen, och etablerade en schweizisk turistbyrå i Montréal i Kanada. Det följande året utnämndes han till generalsekreterare för FIS av organisationens dåvarande president Marc Hodler, en position han innehöll fram till det att Marc Hodler avgick 1998. Gian-Franco Kasper efterträdde Marc Hodler som president för FIS, en position han innehade fram till juni 2021, då han efterträddes av Johan Eliasch.
Gian-Franco Kasper avled i juli 2021.